# کارآیی شبکه رایانه‌ای
عملکرد شبکه به اندازه‌گیری‌های کیفیت خدمات یک شبکه از دید مشتری اشاره دارد.
روش‌های مختلفی برای اندازه‌گیری عملکرد یک شبکه وجود دارد، همان‌طور که هر شبکه در ماهیت و طراحی متفاوت است. عملکرد نیز می‌تواند به جای اندازه‌گیری، مدل‌سازی شده و شبیه‌سازی شود. یک مثال از این می‌تواند استفاده از نمودارهای گذار حالت برای مدل‌سازی عملکرد صف بندی یا استفاده از یک شبیه‌ساز شبکه است.

## اندازه‌گیری عملکرد
معیارهای زیر اغلب مهم شمرده می‌شوند:
پهنای باند که معمولاً با بیت / ثانیه اندازه‌گیری می‌شود، حداکثر سرعتی است که اطلاعات انتقال می‌یابد
- بازده واقعی سرعت واقعی است که اطلاعات انتقال می‌یابد.
- تأخیر همان دیرکردی است بین فرستنده و گیرنده ای که آن را رمزگشایی می‌کند، این عمدتاً تابع زمان سیر سیگنال‌ها و زمان پردازش در هر گره ای که اطلاعات از آن می‌گذرد می‌باشد
- تنوع ژیتر در تأخیر بسته برای گیرنده اطلاعات
- میزان خطا تعداد بیت‌های خراب شده که به صورت درصد یا کسری از کل بیت‌های فرستاده شده بیان می‌شود.

### پهنای باند
پهنای باند کانال موجود و نسبت سیگنال به نویز قابل دستیابی، حداکثر بازدهی ممکن را تعیین می‌کنند. به‌طور کلی نمی‌توان داده‌های بیشتری را از آنچه نظریه شانون-هارتلی قانون گذاری کرده ارسال کرد.

### بازدهی
بازدهی تعداد پیام‌هایی است که به‌طور موفقیت‌آمیز در هر واحد از زمان تحویل می‌شوند. بازدهی با پهنای باند موجود و نیز نسبت سیگنال به نویز و محدودیت‌های سخت‌افزاری کنترل می‌شود. بازدهی از مقصود این مقاله اینگونه فهمیده می‌شود که با زمان رسیدن اولین بیت داده گیرنده سنجیده می‌شود تا مفهوم بازده از مفهوم تأخیر جدا شود. برای بحث در مورد این نوع، اصطلاحات «بازدهی» و «پهنای باند» اغلب به‌طور متناوب استفاده می‌شود.
پنجره زمان دوره ای است که بازدهی اندازه‌گیری می‌شود. انتخاب یک پنجره زمانی مناسب اغلب بر محاسبات میزان بهره‌وری تأثیر می‌گذارد و اینکه آیا تأخیر در نظر گرفته می‌شود یا نه، تعیین می‌کند که آیا تأخیر روی عملکرد تأثیر می‌گذارد یا خیر.

### تأخیر
سرعت نور حداقل زمان انتشار را بر روی تمام سیگنال‌های الکترومغناطیسی تحمیل می‌کند. غیرممکن است تأخیر را به کمتر از این کاهش داد
{\displaystyle t=s/c_{m}}
جایی که s فاصله است و c m سرعت متوسط نور در محیط است. این تقریباً به معنی ۱ دور در میلی ثانیه (RTT) برای ۱۰۰ کیلومتر / ۶۲ مایل فاصله بین میزبان هاست.
تاخیرهای دیگر نیز در گره‌های میانی اتفاق می‌افتد. در شبکه‌هایی که بسته‌ها سوئیچ می‌شوند، تاخیرها می‌توانند به علت صف بندی ایجاد شوند.

### ژیتر
ژیتر، انحرافی ناخواسته از دوره واقعی یک سیگنال دوره ای فرض شده در الکترونیک و ارتباطات مخابراتی است، که اغلب در ارتباط با یک منبع ساعت مرجع است. ژیتر ممکن است در ویژگی‌هایی مانند فرکانس پالس‌های متوالی، دامنه سیگنال یا فاز سیگنال‌های دوره ای مشاهده شود. ژیتر عاملی مهم و معمولاً ناخواسته در طراحی تقریباً تمام اتصالات ارتباطی (مانند USB، PCI-E، SATA , OC-48) است؛ و در برنامه‌های بازیابی ساعت، ژیتر زمانی نامیده می‌شود.

### میزان خطا
در انتقال دیجیتالی، تعداد اشتباهات بیتی تعداد بیت‌های دریافت شده از یک جریان داده در یک کانال ارتباطی است که به علت نویز، تداخل، تحریف و خطاهای همگام سازی بیت تغییر یافته‌اند.
میزان خطای بیت یا نسبت خطای بیت (BER) تعداد اشتباهات بیتی تقسیم بر تعداد کل بیت‌های منتقل شده در طول یک بازه زمانی مورد مطالعه است. BER معیار عملکرد بدون واحد است که اغلب به صورت یک درصد بیان می‌شود.
احتمال خطای بیتی p e مقدار انتظار برای BER است. BER را می‌توان به عنوان تخمین تقریبی احتمال خطای بیت در نظر گرفت. این تخمین دقیق برای یک فاصله زمانی طولانی و تعداد زیادی از خطاهای بیت است.

### تعامل عوامل
تمام عوامل فوق، همراه با نیازهای کاربر و درک کاربر، نقش مهمی در تعیین «سرعت» یا فایده مشاهده شده از یک اتصال شبکه ایفا می‌کنند. رابطه بین بازده، تأخیر و تجربه کاربر به‌طور دقیق در بطن یک رسانه شبکه به اشتراک گذاشته شده و به عنوان یک مشکل زمانبندی قابل درک است.

## الگوریتم‌ها و پروتکل‌ها
برای بعضی از سیستم‌ها، تأخیر و بازدهی، اجزای مرتبط هستند. در TCP / IP، تأخیر نیز می‌تواند به‌طور مستقیم بر بازدهی تأثیر گذار باشد. در ارتباطات TCP، محصول با تأخیر پهنای باند وسیع اتصالات با تأخیر بالا، همراه با پنجره‌های نسبتاً کوچک TCP در بسیاری از دستگاه‌ها، به‌طور مؤثر باعث افزایش کارایی یک اتصال با تأخیر زیاد می‌شود تا با افت شدید تأخیر مواجه شود. این می‌تواند با تکنیک‌های مختلفی مانند افزایش اندازه پنجره تراکم TCP یا راه حل‌های دشوارتر مانند یکی شدن بسته، شتاب TCP و تصحیح خطای پیش رو جبران شود که همه آنها معمولاً برای ارتباطات ماهواره ای با تأخیر بالا استفاده می‌شود.
شتاب‌دهنده TCP بسته‌های TCP را به یک جریان که شبیه به UDP است تبدیل می‌کند. به همین علت، نرم‌افزار شتاب‌دهنده TCP باید مکانیسم‌های خود را برای اطمینان از قابل اطمینان بودن ارتباط، گرفتن زمان تأخیر و پهنای باند ارتباط درون حساب کاربری را در نظر بگیرد و هر دو انتهای ارتباط با تأخیر باید روش مورد استفاده را پشتیبانی کنند.
در لایه کنترل دسترسی رسانه (MAC)، از مسائل مربوط به عملکرد مانند کارایی و تأخیر انتها به انتها سخن به میان آمده‌است.

## نمونه‌هایی از سیستم‌های تحت تأثیر تأخیر یا بازدهی
بسیاری از سیستم‌ها را می‌توانند به عنوان سیستم‌های تحت تأثیر محدودیت‌های بازدهی یا محدودیت‌های تأخیر از نظر فایده برای کاربر یا تجربه برای کاربر نهایی تعریف کرد. در برخی موارد محدودیت‌های سخت مانند سرعت نور منجر به ایجاد مشکلات منحصر به فرد در چنین سیستم‌هایی می‌شود و هیچ کاری برای اصلاح این امر انجام نمی‌تواند انجام شود. سیستم‌های دیگر برای تعادل و بهینه‌سازی قابل توجه برای ایجاد بهترین تجربه برای کاربراجازه می‌دهد.

### تلفن ماهواره ای
یک ماهواره مخابراتی در مدار زمین آهنگ که طول مسیر آن بین فرستنده و گیرنده حداقل ۷۱۰۰۰ کیلومتر است را اعمال می‌کند و این به این معنی است که حداقل تأخیر بین درخواست پیام و دریافت پیام، یا تأخیر ۴۷۳ میلی ثانیه است. این تأخیر می‌تواند بسیار قابل توجه باشد و برخدمات تلفن ماهواره ای بدون در نظر گرفتن ظرفیت بازدهی موجود تأثیر بگذارد.

### ارتباط در فضای دور
این رسیدگی‌ها در فاصله طولانی در هنگام ارتباط با کاوشگرهای فضایی و دیگر اهداف بلند مدت فراتر از جو زمین دو چندان می‌شود. شبکه فضای عمیق که توسط ناسا اجرا می‌شود، یکی از همین سیستم‌ها است که باید با این مشکلات کنار بیاید. GAO به علت تأخیر در زمانی که از دست رفته، معماری کنونی را مورد انتقاد قرار داده‌است. چندین روش مختلف برای رسیدگی به اتصال متناوب و تاخیرهای طولانی بین بسته‌ها ارائه شده‌است، مانند شبکه‌های تحمل کننده تأخیر.

### ارتباط حتی در فضای دورتر
در فاصله بین ستاره ای، مشکلات در طراحی سیستم‌های رادیویی که می‌توانند به هر نوع بازدهی دست یابند بسیار گسترده هستند. در این موارد، حفظ ارتباطات مسئله بزرگتری از این است که چقدر طول می‌کشد که ارتباط برقرار بماند.

### انتقال داده برون خط
حمل و نقل تقریباً به‌طور کامل با بهره‌وری در رابطه است، به همین دلیل است که تحویل فیزیکی نوار بایگانی پشتیبان هنوز با وسیله نقلیه انجام می‌شود.

## یادداشت
1. ↑   Wolaver، 1991، p.211
2. ↑   رودی، 2001، 67 - 90
3. ↑   دفتر حسابداری دولتی ایالات متحده (GAO)، 2006
4. ↑   کوین پاییز، 2003